# Les Cahiers Albert Camus
Les Cahiers Albert Camus est un ensemble d'ouvrages centrés sur l'écrivain Albert Camus parus à titre posthume, en huit volumes indépendants. 

## Présentation et contenu
Cette appellation de collection Les Cahiers Albert Camus regroupe deux sortes d'ouvrages. D'abord les deux ouvrages importants d'Albert Camus lui-même, La mort heureuse qu'il n'avait jamais voulu faire éditer sans doute parce qu'il ne le pensait pas assez achevé, mal construit et Le Premier homme, le roman (inachevé) qu'il était en train d'écrire quand il est mort. Ensuite, deux ouvrages qui reprennent et commentent des textes d'Albert Camus, le premier centré sur ses écrits de jeunesse par Paul Viallaneix et le second sur la poétique de sa pièce Caligula dans la version de 1941 par A. James Arnold. Enfin, les trois livres qui reprennent ses écrits de journaliste, respectivement dans Alger-Républicain, dans L'Express et dans Combat. Ceci est d'autant plus intéressant qu'aucune initiative de ce genre n'avait été prise jusqu'alors, certains articles ayant été repris ici ou là lors de publications. Ils sont complétés par une étude dirigée par Jacqueline Lévi-Valensi, issue des travaux réalisés lors du colloque qui s'est tenu à Cerisy en 1982.
- Liste des Cahiers Albert Camus : éditions Gallimard, collection Blanche et Folio pour tomes I et VII :  
  - Tome I : La Mort heureuse (1971), roman .  (ISBN 2070185567)
  - Tome II : Paul Viallaneix, Le premier Camus suivi de Écrits de jeunesse d'Albert Camus
  - Tome III : Fragments d'un combat (1938-1940) -articles d'Alger-Républicain, mars 1978,  (ISBN 2-07-029949-X)[3]
  - Tome IV : Caligula, version de 1941, théâtre, La poétique du premier Caligula, Albert Camus et A. James Arnold, juin 1984, 189 pages,  (ISBN 2070701832)
  - Tome V : Albert Camus, œuvre fermée, œuvre ouverte ?, actes du colloque de Cerisy, Raymond Gay-Crosier et Jacqueline Lévi-Valensi, juin 1982, Gallimard, février 1985, 386 pages,  (ISBN 2233001508), Présentation
  - Tome VI : Albert Camus éditorialiste à L'Express (mai 1955-février 1958), Albert Camus et Paul-F. Smets, septembre 1987,  (ISBN 2070708993)
  - Tome VII : Le Premier Homme (Gallimard, 1994 ; publié par sa fille), roman inachevé ;  (ISBN 9780783816012)
  - Tome VIII : Camus à Combat éditoriaux et articles d'Albert Camus (1944-1947), Jacqueline Lévi-Valensi, éditions Gallimard, 2003, 745 pages,  (ISBN 9782070759422), Présentation

Albert Camus a tenu tout au long de sa vie ce qu'il appelait des 'cahiers' tout simplement parce qu'il utilisait des cahiers d'écolier pour prendre des notes sur ses préoccupations et sur son travail. Pour que ce soit plus clair, Francine Camus et Gallimard ont tenu à bien différencier ce qui est journal proprement dit, publié sous l'appellation de Carnets parus en trois tomes en 1962, 1964 et 1989 et la collection Les Cahiers Albert Camus centrée sur des articles et des ouvrages non publiés et leur analyse.

## Albert Camus éditorialiste à L'Express
« Il faut parler le langage de tous pour le bien de tous. »
--Lettre d'Albert Camus à son ami Charles Poncet le 13 octobre 1955--
Cet ouvrage est une présentation des 35 articles qu'écrivit Albert Camus pour L'Express entre mai 1955 et février 1958. Ces textes sont accompagnés d'un commentaire de Paul-F. Smets, auteur d'un livre sur Camus et administrateur de la Société des études camusiennes. Il place en exergue cette citation de Camus : « J'ai un goût très vif pour la liberté. Et pour tout intellectuel, la liberté finit par se confondre avec la liberté d'expression. »
Ces différents articles font une large part à l'actualité et d'abord à la guerre d'Algérie pour laquelle Camus s'engage dans des actions de paix avant de se mettre en retrait par rapport aux événements immédiats. Il traite des problèmes de société comme le racisme, la condition ouvrière, les libertés individuelles, la fin des idéologies ou la non violence, et de l'actualité politique (fonctionnement du parlement, la Grèce, l'Espagne franquiste, l'arme nucléaire...) mais il aborde aussi des thèmes comme « le métier d'homme » ou le génie de Mozart. Il se veut un homme de conciliation, « un homme de pardon et de justice » comme il dira de son ami Roger Martin du Gard dans la préface qu'il lui consacre pour l'édition de ses œuvres complètes à La Pléiade. Il vit cette époque comme un drame personnel, « drame de son existence, un mal terrible, une plaie inguérissable. »
Il va surtout s'exprimer sur l'Algérie -pas moins d'une quinzaine d'éditoriaux sur les 35 au total- , « Français de naissance et depuis 1940 par choix délibéré, je le resterai jusqu'à ce qu'on veuille bien cesser d'être allemand ou russe... » (18 octobre 1955) Il vit une tragédie antique dont il sera « le héros exemplaire et sublime » écrit son ami Jules Roy. Sa dénonciation du colonialisme n'est pas récente. Déjà à l'époque d'Alger-Républicain, dans son reportage sur la Kabylie il dénonce les conditions de vie des habitants et la misère qui sévit. À cette époque, il avait un temps milité au Parti communiste et s'était rapproché du parti de Messali Hadj. De 1951 à 1954, Camus intervient à plusieurs reprises en faveur des nationalistes nord-africains.
L'arrivée de Camus à L'Express, c'est Jean Daniel qui en prit l'initiative et dont Camus confie à Jean Daniel des trois raisons qui ont le plus pesé sur sa décision : 

- « Je suis solitaire dans mon époque. Je suis aussi comme vous savez solidaire d'elle et étroitement; » 

- Le journalisme est pour lui la meilleure forme d'engagement, « à condition de tout dire; »

- Il veut participer au retour au pouvoir de Pierre Mendès France seul homme politique selon lui à être un « véritable homme d'État » et à pouvoir agir efficacement en Algérie. Mais il demeure lucide et sait bien que « Pierre Mendès-France à lui seul, arrangera tout. » De fait, le 30 décembre 1955, il soutiendra officiellement Pierre Mendès-France et ses candidats dans la campagne électorale qui s'ouvre dans son article intitulé Explication de vote.

## Camus à Combat
Du printemps 1943 où il rejoint le mouvement de Claude Bourdet jusqu'à l'automne 1945, Albert Camus s'est battu pour une presse libre, d'abord dans le journal clandestin  puis à la Libération. Si certains de ses articles ont été réunis en volume dès 1950, il restait encore à attribuer à Camus des dizaines d'articles non signés et à les replacer dans l'actualité de l'époque.
C'est à cette tâche que s'est attelée Jacqueline Lévi-Valensi, énorme travail que celui de retracer l'aventure intellectuelle d'un écrivain redevenu journaliste à l'occasion de la guerre et de la résistance. En définitive, entre le 21 août 1944 et le 3 juin 1947, c'est un total de 165 articles - signés, authentifiés, ou légitimement attribuables - qui ont été recensés.
Il participe activement à la rédaction de Combat, journal dont le titre fait écho au Mein Kampf d'Adolf Hitler. Les articles de l'année 1944 se veulent d'abord des textes de combat contre l'occupant et contre la Milice. Dans son premier éditorial, il annonce clairement son credo : « Nous voulons réaliser sans délai une vraie démocratie populaire et ouvrière. »
À la Libération, Combat devient un quotidien dont Camus est le rédacteur en chef et il écrit : « Il a fallu cinq années de lutte obstinée et silencieuse pour qu'un journal, né de l'esprit de résistance, publié sans interruption à travers tous les dangers de la clandestinité, puisse paraître enfin au grand jour dans un Paris libéré de sa honte ». Ses éditoriaux portent alors sur la guerre et sur la situation dans le monde et l'épuration sera le départ d'une passe d'armes par plume interposée avec François Mauriac sur les notions de grâce, de pardon et d'apaisement entre un croyant et un athée, où il écrira : « Un pays qui manque son épuration se prépare à manquer sa rénovation. Les nations ont le visage de leur justice. [...] Ayant commencé par la résistance, ils (les Français) veulent en finir par la Révolution... » 

De la même façon, il affichera ses convictions et  refusera obstinément de choisir entre le cynisme américain et l'idéologie soviétique.
Camus aborde dans ses éditoriaux tous les sujets liés à l'actualité de l'époque, et ils sont nombreux : la politique intérieure, avec les difficultés d'un gouvernement provisoire puis d'une république balbutiante, les idées issues de la Résistance qui essuient parfois de sérieuses contestations, les grands débats sociaux ou institutionnels qui agitent l'époque, la nouvelle constitution, la création de la Sécurité sociale..., l'épuration et les problèmes éthiques qu'elle pose, la politique étrangère, le rôle de l'ONU et la volonté de tout faire pour éviter une nouvelle guerre mondiale, la liberté -pour Camus, d'abord celle de la presse et pour lui surtout une politique coloniale libérale et l'obligation de doter l'Algérie d'un nouveau statut. Autant de domaines sur lesquels Camus ne se contente pas de simplement informer mais réagit tout en restant objectif, avec la volonté d'alimenter la réflexion de ses lecteurs.